# Jawad Ahannach
Jawad Ahannach, de son nom complet Jawad Akeel Ahnash, né le 4 août 1978 à Harderwijk aux Pays-Bas, est un footballeur néerlando-marocain évoluant au poste de défenseur à l'Umm Salal SC en championnat qatarien. En 2007, il est naturalisé qatarien.
Difficile de faire ses débuts professionnels aux Pays-Bas pour des problèmes de discipline, le joueur s'aventure en Europe avant de prendre son départ définitif dans le championnat qatarien. Il est le joueur le plus capé de l'Umm Salal SC.

## Biographie

### Carrière en club

#### Enfance et débuts
Jawad Ahannach naît en 1978 à Harderwijk aux Pays-Bas de parents marocains dans une famille de sept enfants. Dans le début des années 1960, son père Mohammed, immigre en Espagne en provenance de Tétouan, au Maroc avant d'habiter dans plusieurs pays tels que le Gibraltar, l'Angleterre, la France et les Pays-Bas. C'est à Lelystad que la famille Ahannach s'agrandira avant de s'installer au Maroc pendant trois ans. Lorsque Jawad a sept ans, il retourne aux Pays-Bas pour s'installer définitivement avec sa famille à Amsterdam-West. Jawad est inscrit très jeune par son père dans un club amateur de la ville et joue souvent au foot dans son quartier avec ses amis devenus par après professionnels comme Nigel de Jong ou Karim Touzani. Faisant ses débuts dans les clubs amateurs du DCG et le KBV Amsterdam, il est approché par les scouts de l'Ajax Amsterdam. Il finira par intégrer le centre de formation de la ville avec comme entraîneur Andries Jonker. Le joueur avait la chance de s'entraîner avec l'équipe chaque mercredi. Après plusieurs retards aux entraînements, il est viré du club. Ahannach justifie son exclusion : "J'habitais à Amsterdam-West, je devais me débrouiller tout seul pour arriver jusqu'à Diemen. C'était pas facile". Arnold Mühren, travaillant à l'Ajax, voit Jawad Ahannach comme un grand espoir du football néerlandais. Arnold prend contact avec Wim Kwakman pour un possible transfert vers le FC Volendam.
Jawad Ahannach signe en 1991 pour le FC Volendam. Le joueur évolue dans le club de ses douze ans jusqu'à ses dix-huit ans. Le joueur connait des débuts difficiles dans le club de Volendam. Il déclare : "J'étais encore un footballeur de quartier, j'avais pas cette vision de jeu que connaissent les grands clubs aux Pays-Bas. J'avais du mal à lâcher ma balle. Après une longue discussion avec Jan Zwarthoed, j'ai finis par écouter ses conseilles et j'ai tourné une saison fantastique". Une altercation avec Andries Jonker fera en sorte que Ahannach soit viré du club. Le joueur voyait peu de chances de percer dans le championnat néerlandais et l'équipe A entraînée par Dick de Boer (nl) qui évoluait en Eredivisie, possédait d'énormes talents qui seront la cause d'énormes concurrences entre joueurs.

#### Départ en Autriche
Le Néerlando-Marocain prendra son départ pour l'Autriche dans le club d'Admira Wacker malgré des propositions du SC Telstar et de l'AZ Alkmaar. Le joueur a choisi la destination Autriche pour l'attirance financière (4000 gulden par mois). Il cite dans une interview : "Je suis issu d'une famille de sept enfants, je suis le plus âgé et la situation financière était à cette époque très importante pour moi. J'ai fais un choix facile et je ne regrette rien. Quand je revois mes décisions, je me dis que cela a été important pour mon évolution". Le joueur évolue deux saisons à Admira avant de prendre son départ pour l'Angleterre.

#### Aventurier en Europe
Le joueur signe un contrat de six mois à Leyton Orient avant d'être contacté par un ami qui lui conseillera de se rendre à Madère pour un rendez-vous avec les staffs du club União. Le joueur signera à nouveau un contrat de six mois au Portugal avant de faire son retour en Autriche dans le club du SV Oberwart. Le joueur fait la connaissance d'un ami qatarien qui importe du Red Bull au Qatar. L'oncle de cet homme travaillant dans un club du Qatar, championnat où évoluaient les joueurs Romario, Anthony Yeboah, Ronald de Boer, Gabriel Batistuta, Pep Guardiola, Jay-Jay Okocha, Fernando Hierro et Mario Basler. Grâce à son ami, Ahannach prendra son envol pour le Qatar où il sera mis en test par le club de l'Umm Salal SC. Ayant fait bonne impression lors de ce match, il est rappelé pour signer un contrat de cinq ans.

#### Signature au Qatar
Jawad Ahannach signe à l'Umm Salal SC en 2002. Deux ans plus tard, il atteint les demi-finales de la Ligue des champions asiatique. En 2007, il est naturalisé qatarien après cinq ans passé au Qatar. Dans la même année, il atteint la finale de la Coupe du Qatar de football. Lors des longues années passées au Qatar, il est entraîné par plusieurs grands noms tels que Zico, Marco Tardelli, Anthony Yeboah ou encore Jay-Jay Okocha. L'ancien joueur du Real Madrid CF, Raúl conseillera à Jawad Ahannach de jouer le plus longtemps possible au football professionnel.
Jawad Ahannach se blesse rarement lors de son long passage dans le championnat qatarien. Le joueur dispute ses six dernières saisons en tant que capitaine. Il cite : "J'ai joué plus de 500 matchs avec l'Umm Salal SC et mon objectif est de finir cette belle aventure en trouvant une place parmi les staffs du club, entraîneur assistant par exemple."
Jawad joue ses deux dernières saisons avec l'Umm Salal SC sous numéro 34 en hommage à Abdelhak Nouri, originaire du même quartier que Ahannach.

### Carrière internationale
Le joueur possédant depuis petit la double nationalité marocaine et néerlandaise était éligible à représenter l'équipe des Pays-Bas de football et celle du Maroc. Seulement, le joueur n'a jamais réellement évolué dans un haut niveau européen.
En 2007, il est naturalisé qatarien. Le joueur avait été présélectionné en 2008 par Bruno Metsu pour représenter les couleurs du Qatar. Jawad Ahannach donne son désaccord en expliquant qu'il n'a aucun sang qatarien, qu'il aime le pays mais qu'il ne pourrait pas représenter un pays d'où il n'est pas originaire.

## Aspects socio-économiques

### Vie privée
Le joueur habite actuellement au Qatar. Il est marié à une Marocaine des Pays-Bas et a deux enfants. Il a rencontré sa femme dans un vol vers Francfort. Sa femme travaille en tant que steward chez Gulf Air.

## Palmarès

### En club
- Umm Salal SC
  - Coupe du Qatar :
    - Finaliste : 2011

### Sources
- Taco Van de Velde, « Spelen tussen de sterren », Voetbal International,‎ 6 novembre 2018 (lire en ligne)